# 徐自賢
徐自賢（英語：Jessica Xu，1985年12月26日—），原名徐靜潔，籍貫上海，2004年參加由香港電視廣播有限公司主辦的2004年國際華裔小姐競選代表美國洛杉磯而入行，曾為新視線旗下藝人，現活躍于電影界。

## 節目主持（亞洲電視）
- 2007年《娛樂大翻身》
- 2008年《a料》
- 2008年《豪遊天下》
- 2009年《香港亂噏》

## 電視劇（亞洲電視）
- 2007年《生命有明天》
- 2008年《東邊西邊》
- 2010年《法網群英》飾 小昭

## 電影
- 2005年《雀聖2自摸天后》
- 2006年《最愛女人購物狂》
- 2006年《情意拳拳》
- 2006年《愛上屍新娘》
- 2011年《猛男滾死隊》
- 2011年《孤岛惊魂》